# Eine unerhörte Frau
Eine unerhörte Frau ist ein deutscher Spielfilm von Hans Steinbichler aus dem Jahr 2016 mit Rosalie Thomass und Romy Butz in den Hauptrollen. Er kam am 6. Oktober 2016 in die deutschen Kinos.

## Handlung
Im Film wird die Geschichte der schwer kranken Magdalena Schwaiger und ihrer Mutter Hanni erzählt. Sie suchen verzweifelt einen verständnisvollen Arzt, um Magdalena zu retten, die unter schweren Kopfschmerzen und anderen Symptomen leidet. Jahrelang will niemand glauben, dass Magdalena schwer erkrankt ist, bis Hanni die Sache selbst in die Hand nimmt. Endlich wird festgestellt, dass ein Gehirntumor die Ursache für die Leiden des Mädchens ist. Nun reist sie sogar in die USA, um einen Spezialisten um eine Operation für ihre Tochter zu bitten. Dieser Mediziner erklärt sich dazu bereit, die Operation in Deutschland vorzunehmen, und Magdalena übersteht die Operation – entgegen der Prognose – gut.
Schwaiger verklagt das Krankenhaus, das den Tumor nicht diagnostiziert hat. In einem Vergleich erhält sie in etwa die ihr entstandenen Kosten.
Parallel läuft die Handlung der jungen Hanni Schwaiger, die bereits als Jugendliche eine Gerichtsverhandlung um einen schweren Missbrauch an ihr durchgestanden hat.

## Hintergrund
Als Vorlage für den Film diente die wahre Geschichte von Angelika Nachtmann und ihrer Tochter Katharina. Auf Bitten des Filmproduzenten Nils Dünker verfasste Angelika Nachtmann über ihre Erinnerungen ein Buch, das 2016 kurz nach der Filmpremiere unter dem Titel Nicht gehört – fast zerstört im Scholastika Verlag (ISBN 978-3-9817395-4-1) erschienen ist.

## Veröffentlichung

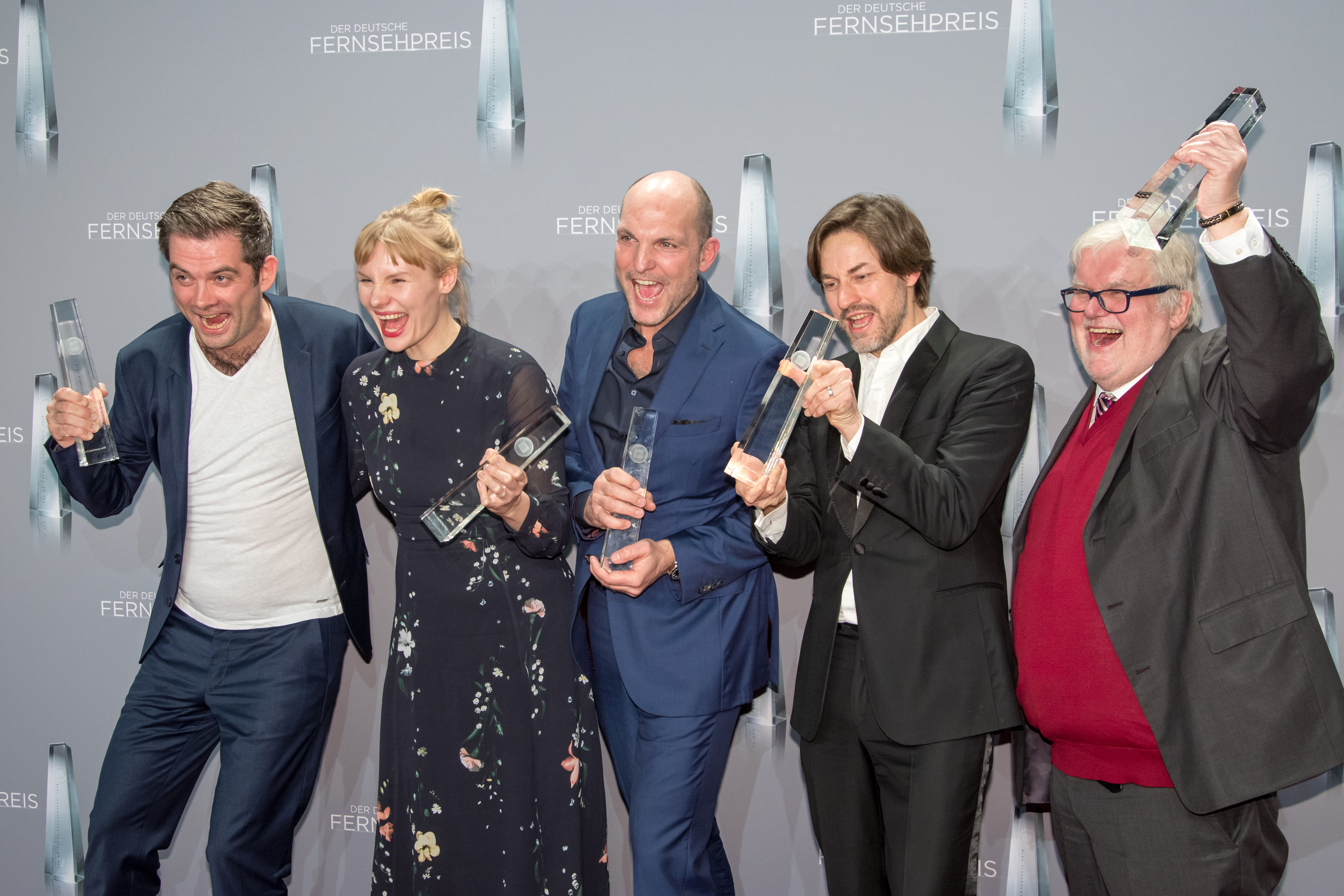
Team von Eine unerhörte Frau mit dem Deutschen Fernsehpreis 2018

Premiere hatte der Film am 25. Juni 2016 auf dem Filmfest München. Er kam am 6. Oktober 2016 in die deutschen Kinos und erschien am 24. Februar 2017 auf DVD. Am 14. April 2017 wurde er auf Arte erstmals im Fernsehen gezeigt. Am 3. Oktober war die Erstausstrahlung im ZDF.

## Auszeichnungen
- 2016: One-Future-Preis auf dem Filmfest München
- 2016: Nominiert für den Bernd-Burgemeister-Fernsehpreis
- 2016: Publikumspreis auf dem Fünf-Seen-Filmfestival
- 2018: Deutscher Fernsehpreis 2018 – Kategorie Bester Fernsehfilm
- 2018: Grimme-Preis – Publikumspreis der Marler Gruppe
- 2018: Deutscher Schauspielpreis – Beste weibliche Hauptrolle (Rosalie Thomass)